# バクタンユエン県
バクタンユエン県（バクタンユエンけん、ベトナム語：Huyện Bắc Tân Uyên / 縣北新淵?）は、ベトナム社会主義共和国ビンズオン省の県である。面積は400.08 km²、人口は66,656人（2019年）である。

## 行政区画
以下の1市鎮9社から構成される。
- タンタイン市鎮（Tân Thành / 新城）
- ビンミー社（Bình Mỹ / 平美）
- ダットクオック社（Đất Cuốc / 坦脚）
- ヒエウリエム社（Hiếu Liêm / 孝廉）
- ラックアン社（Lạc An / 樂安）
- タンビン社（Tân Bình / 新平）
- タンディン社（Tân Định / 新定）
- タンラップ社（Tân Lập / 新立）
- タンミー社（Tân Mỹ / 新美）
- トゥオンタン社（Thường Tân / 長新）